# Vueling Airlines

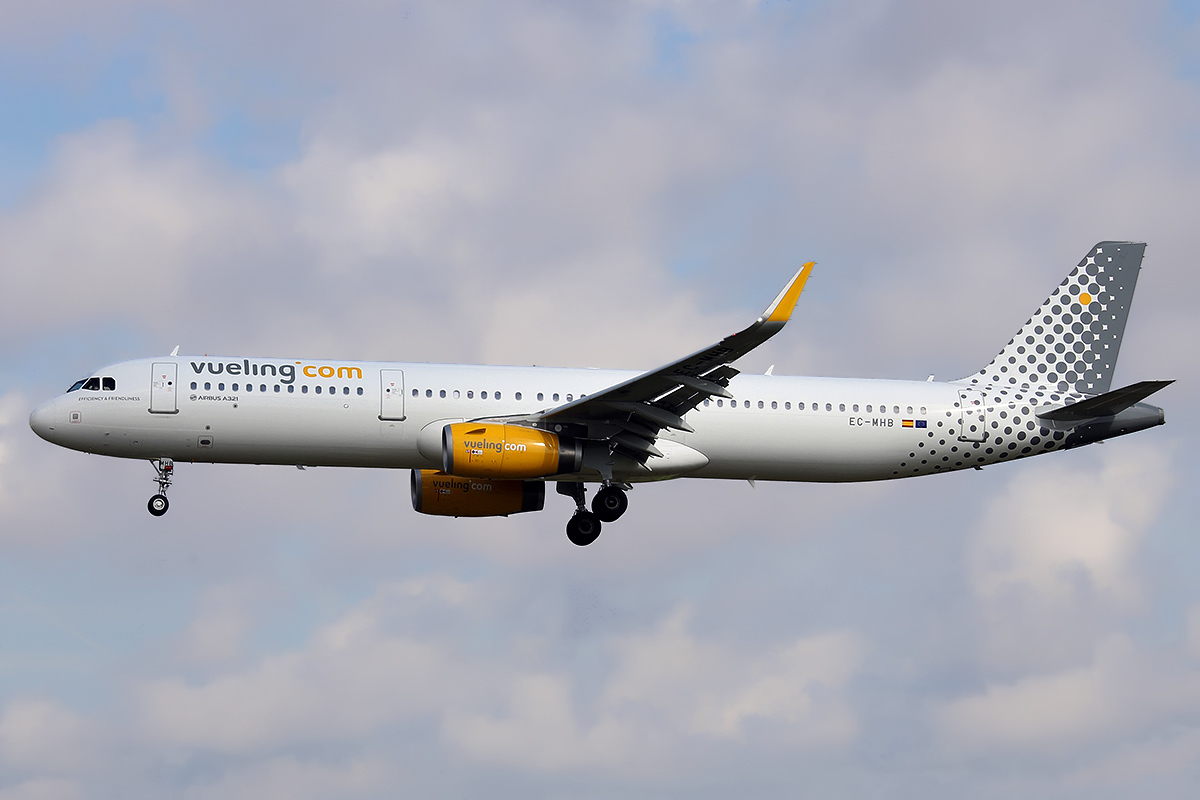
Um Airbus A321 da Vueling

A Vueling é uma companhia aérea de baixo custo espanhola, com base em Barcelona, em Espanha. Serve mais de 100 destinos em toda a Europa e voa também para vários destinos a partir das suas bases de Amsterdam, Toulouse, Roma e Paris, para além da sua base principal, Barcelona (Aeroporto El Prat). A Vueling faz parte da International Airlines Group e da aliança comercial One World.

## História
A empresa estabeleceu-se em princípios de 2004 e já em Julho de 2004 realizou os seus primeiros voos regulares entre Barcelona e Ibiza, com duas aeronaves Airbus A 320. Rapidamente, a Vueling expandiu a sua frota e a sua rede de destinos, sendo hoje considerada como uma das mais dinâmicas companhias aéreas europeias. Em 2009 a empresa anunciou fusão com a Clickair.

## Frota
Em Fevereiro de 2018 a Vueling tem 111 aeronaves:
| Avião           | Em Serviço | Encomendas | Passageiros | Passageiros | Passageiros | Notas                                              |
| Avião           | Em Serviço | Encomendas | P           | Y           | Total       | Notas                                              |
| --------------- | ---------- | ---------- | ----------- | ----------- | ----------- | -------------------------------------------------- |
| Airbus A319-100 | 6          | 0          |             | 156         | 156         | Configuração máxima de assentos                    |
| Airbus A320-200 | 91         | 0          |             | 186         | 186         | 2 em pinturas especiais 30 equipados com Sharklets |
| Airbus A321-200 | 15         | 0          |             | 220         | 220         | Todos equipados com Sharklets                      |
| Airbus A320N    | 8          | 45         |             |             |             |                                                    |
| Total           | 111        | 5          | —           | —           | —           | —                                                  |

## Presença em Portugal
Actualmente, a Vueling oferece vários voos a partir do Porto e de Lisboa para varias cidades europeias: Desde o Porto para Paris-Orly,Zurique,Barcelona e Amsterdam e desde Lisboa para Amsterdam,Zurique,Barcelona,Palma Mallorca,Ibiza,Paris-Orly e Bilbau. Existem planos de expansão para Portugal, nomeadamente a abertura de uma base em Lisboa. No entanto, não existem informações sobre as datas e planos concretos mas o previsto é em 2019.